# Sivatagi kengurupatkány
A sivatagi kengurupatkány (Dipodomys deserti) az emlősök (Mammalia) osztályának, a rágcsálók (Rodentia) rendjébe, ezen belül a tasakosegér-félék (Heteromyidae) családjába tartozó faj.

## Előfordulása
Az Amerikai Egyesült Államok délnyugati területén, valamint Mexikó északnyugati részén honos. A sivatagi kengurupatkány az észak-amerikai sivatagok lakója.

## Alfajai
- Dipodomys deserti deserti Stephens, 1887 - szinonimája: Dipodomys deserti helleri Elliot, 1903
- Dipodomys deserti aquilus Nader, 1965
- Dipodomys deserti arizonae Huey, 1955
- Dipodomys deserti sonoriensis Goldman, 1923

## Megjelenése
A sivatagi kengurupatkánynak élénk, enyhén kidülledt szeme koromfekete, füle kerek. Színe sárgás árnyalatú Testhossza 331–342 milliméter. Testtömege 83-148 gramm. Testhosszának több mint felét a kis pamacsban végződő farka teszi ki. Jellegzetessége a hátsóláb meglepő hosszúsága, a sivatagi kengurupatkány nem jár, hanem ugrándozva közlekedik, mint egy miniatűr kenguru.

## Életmódja
Éjjel aktív. Amikor leszáll az éj, előugrándozik üregéből, és elindul táplálékot - többnyire magvakat - keresni. Amikor odaér a kiválasztott növényhez, annak magvait közvetlenül a szájába veszi, vagy mellső lábait használva gyűjti össze pofazacskóiban. Teljes mértékben képes hasznosítani a táplálékban található folyadékot, így akkor is életben marad, ha sohasem iszik. A sivatagi kengurupatkány általában bokrok alján váj magának kényelmes üreget, melyhez számos függőleges és vízszintes alagút vezet, és több kijárata van. Itt húzza meg magát nappal, raktározza el az össze gyűjtött táplálékot, és gondozza utódait. Fogságban átlagosan 6.75 évig él.

## Szaporodása
Az ivarérettség 2 hónaposan kezdődik. A párzási időszak januárban kezdődik és július elején végződik. A 29-32 napos vemhesség végén 1-6 kölyöknek ad életet. Az elválasztás 21 naposan kezdődik.